# Lindenia
Lindenia är ett släkte av trollsländor. Lindenia ingår i familjen flodtrollsländor.
Kladogram enligt Catalogue of Life:
| Lindenia | \| \| Lindenia quadrifoliata \| \| \| \| \| \| Lindenia tetraphylla \| \| \| \| |
|          | \| \| Lindenia quadrifoliata \| \| \| \| \| \| Lindenia tetraphylla \| \| \| \| |
|          | Lindenia quadrifoliata                                                          |
|          |                                                                                 |
|          | Lindenia tetraphylla                                                            |
|          |                                                                                 |

## Bildgalleri

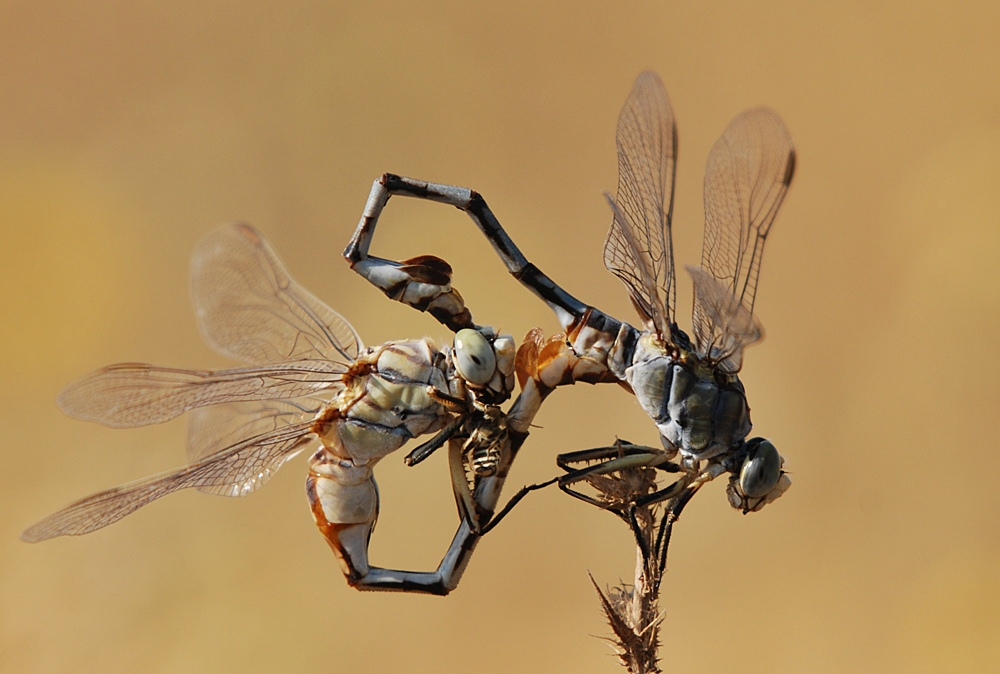